# Gare de Mévergnies-Attre

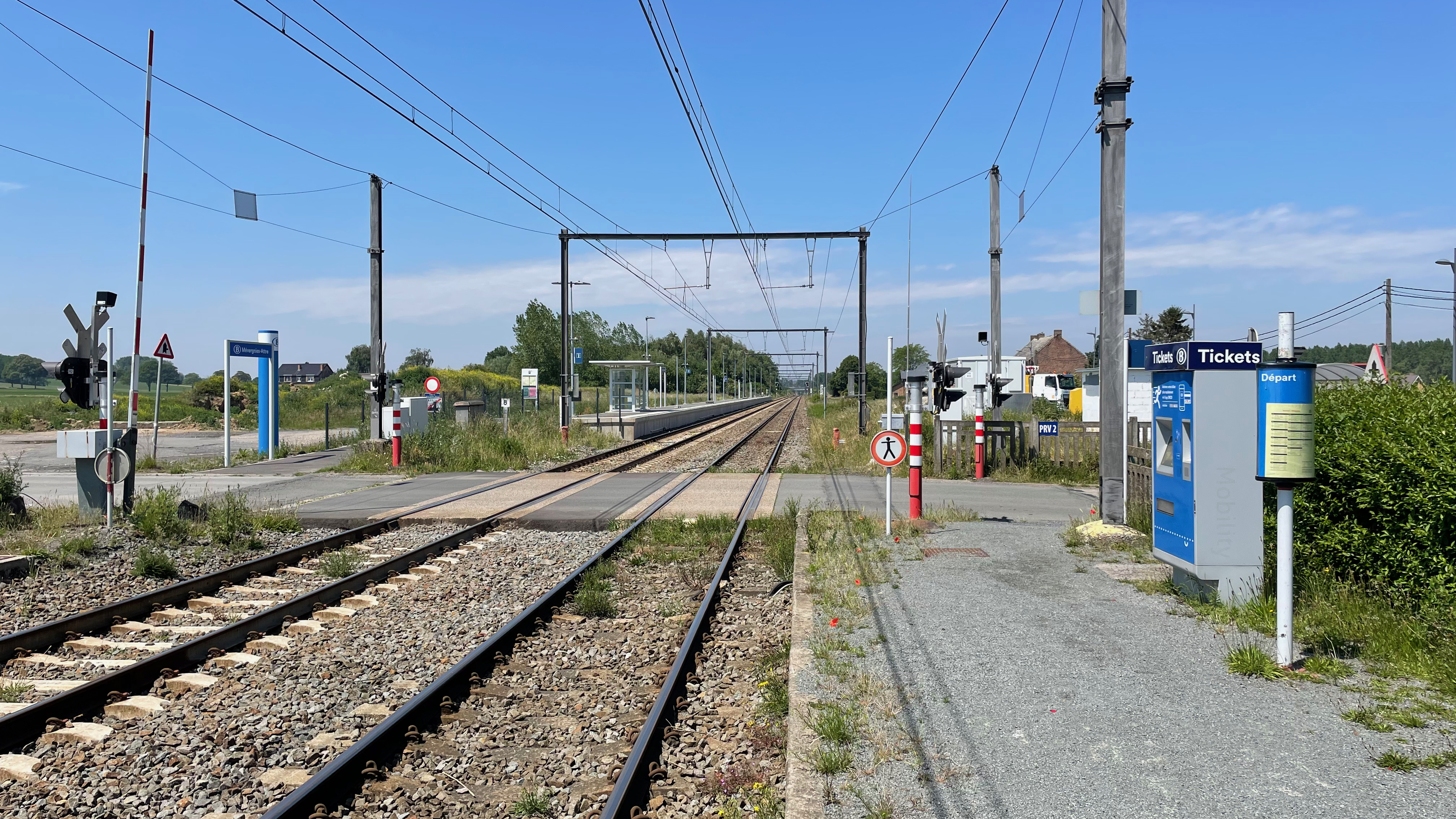
Station Mevergnies-Attre.

La gare de Mévergnies-Attre (anciennement Chièvres et Attres) est une gare ferroviaire belge de la ligne 90, de Denderleeuw à Jurbise, située à Attre section de la commune de Brugelette dans la province de Hainaut en région wallonne.
Elle est mise en service en 1847. C'est une halte ferroviaire de la Société nationale des chemins de fer belges (SNCB) desservie par des trains Omnibus (L) et d’Heure de pointe (P).

## Situation ferroviaire
Établie à 46 m d'altitude, la gare de Mévergnies-Attre est située au point kilométrique (PK) 10,4 de la ligne 90, de Denderleeuw à Jurbise, entre les gares de Maffle et de Brugelette.

## Histoire
L'arrêt de Mévergnies-Attre est mise en service, le 20 septembre 1847 par la Compagnie des chemins de fer de Tournai à Jurbise, lorsqu'elle ouvre à l'exploitation, pour le compte de l’État belge, la section de Jurbise à Ath.  En 1852, elle est connue sous le nom de station de Chièvres et Attres. Peu de choses sont connues au sujet du premier bâtiment des recettes lequel est complété en 1861 par une halle à marchandises annexée au bâtiment de la gare.
À une date inconnue, probablement entre 1882 et 1895, ce premier édifice sera remplacé, comme la plupart des gares de cette ligne, par un bâtiment standard du plan type 1881. Plusieurs variantes de ce type de gare ont été construites et la gare de Mévergnies-Attre est de la variante avec une aile sous bâtière de trois travées disposée à gauche, construite en 25 exemplaires. 
Cette seconde station a plus tard été démolie et la gare actuelle ne compte plus le moindre bâtiment des voyageurs.

## Service des voyageurs

### Accueil
Halte SNCB, c'est un point d'arrêt non géré (PANG) à accès libre.
La traversée des voies et le passage d'un quai à l'autre s'effectuent par le passage à niveau routier.

### Desserte
Mévergnies-Attre est desservie par des trains Omnibus (L) et d’Heure de pointe (P) de la SNCB, qui effectuent des missions sur la ligne commerciale 90 (voir brochure SNCB,).
En semaine, la desserte est constituée de trains L reliant toutes les heures Grammont à Mouscron via Ath.
Quelques trains supplémentaires (P) se rajoutent en heure de pointe :
- le matin, un train P dans chaque sens, entre Ath et Mons ;
- vers midi, un train P d'Ath à Jurbise, uniquement le mercredi ;
- l'après-midi, deux trains P d'Ath à Tournai, via Mons, un train P de Mons à Grammont et train P de Mons à Ath.

Les week-ends et jours fériés, seuls circulent des trains L de Grammont à Quévy, via Ath et Mons, au rythme d'un par heure.

### Intermodalité
Un parc pour les vélos y est aménagés. Le stationnement des véhicules est possible à proximité.

## Comptage voyageurs
Le graphique et le tableau montrent le nombre de passagers qui en moyenne embarquent durant la semaine, le samedi et le dimanche.
| Nombre de voyageurs qui embarquent à la gare de Mévergnies-Attre | Nombre de voyageurs qui embarquent à la gare de Mévergnies-Attre | Nombre de voyageurs qui embarquent à la gare de Mévergnies-Attre | Nombre de voyageurs qui embarquent à la gare de Mévergnies-Attre |
|                                                                  | Semaine                                                          | Samedi                                                           | Dimanche                                                         |
| ---------------------------------------------------------------- | ---------------------------------------------------------------- | ---------------------------------------------------------------- | ---------------------------------------------------------------- |
| 1977                                                             | 89                                                               | 19                                                               | 9                                                                |
| 1978                                                             | 102                                                              | 8                                                                | 4                                                                |
| 1979                                                             | 120                                                              | 23                                                               | 7                                                                |
| 1980                                                             | 100                                                              | 15                                                               | 9                                                                |
| 1981                                                             | 150                                                              | 16                                                               | 23                                                               |
| 1982                                                             | 89                                                               | 11                                                               | 6                                                                |
| 1983                                                             | 88                                                               | 7                                                                | 1                                                                |
| 1984                                                             | 119                                                              | 11                                                               | 11                                                               |
| 1985                                                             | 105                                                              | 15                                                               | 10                                                               |
| 1986                                                             | 93                                                               | 8                                                                | 9                                                                |
| 1987                                                             | 136                                                              | 20                                                               | 11                                                               |
| 1988                                                             | 106                                                              | 12                                                               | 12                                                               |
| 1989                                                             | 96                                                               | 18                                                               | 11                                                               |
| 1990                                                             | 120                                                              | 16                                                               | 8                                                                |
| 1991                                                             | 87                                                               | 10                                                               | 7                                                                |
| 1992                                                             | 84                                                               | 18                                                               | 9                                                                |
| 1993                                                             | 103                                                              | 17                                                               | 22                                                               |
| 1994                                                             | 85                                                               | 71                                                               | 6                                                                |
| 1995                                                             | 70                                                               | -                                                                | -                                                                |
| 1996                                                             | 71                                                               | -                                                                | -                                                                |
| 1997                                                             | 85                                                               | -                                                                | -                                                                |
| 1998                                                             | 63                                                               | -                                                                | -                                                                |
| 1999                                                             | 57                                                               | -                                                                | -                                                                |
| 2000                                                             | 72                                                               | -                                                                | -                                                                |
| 2001                                                             | 74                                                               | -                                                                | -                                                                |
| 2002                                                             | 63                                                               | -                                                                | -                                                                |
| 2003                                                             | 72                                                               | -                                                                | -                                                                |
| 2004                                                             | 68                                                               | -                                                                | -                                                                |
| 2005                                                             | 77                                                               | -                                                                | -                                                                |
| 2006                                                             | 86                                                               | -                                                                | -                                                                |
| 2007                                                             | 77                                                               | -                                                                | -                                                                |
| 2008                                                             | -                                                                | -                                                                | -                                                                |
| 2009                                                             | 78                                                               | -                                                                | -                                                                |
| 2010                                                             | -                                                                | -                                                                | -                                                                |
| 2011                                                             | -                                                                | -                                                                | -                                                                |
| 2012                                                             | 84                                                               | -                                                                | -                                                                |
| 2013                                                             | 94                                                               | -                                                                | -                                                                |
| 2014                                                             | 112                                                              | -                                                                | -                                                                |
| 2015                                                             | 101                                                              | -                                                                | -                                                                |
| 2016                                                             | 102                                                              | -                                                                | -                                                                |
| 2017                                                             | 130                                                              | -                                                                | -                                                                |
| 2018                                                             | 89                                                               | -                                                                | -                                                                |
| 2019                                                             | 84                                                               | -                                                                | -                                                                |
| 2020                                                             | 56                                                               | -                                                                | -                                                                |
| 2021                                                             | -                                                                | -                                                                | -                                                                |
| 2022                                                             | 146                                                              | 28                                                               | 32                                                               |
| 2023                                                             | 115                                                              | 76                                                               | 85                                                               |
| 2024                                                             | 190                                                              | 82                                                               | 99                                                               |